# Atrofia gastrica
L'atrofia gastrica  in campo medico indica uno degli esiti terminali della gastrite cronica protratta (gastrite atrofica), nella quale le ghiandole della mucosa gastrica perdono in maniera progressiva la capacità di secernere succo gastrico.

## Diagnosi correlate
Dall'atrofia gastrica può conseguirsi un carcinoma gastrico.

## Sintomatologia
Si presenta asintomatico, nel suo evolversi si dimostrano anomalie per quanto riguarda l'assorbimento di vitamine (la B-12)